# بونجوک (بسنی)
بونجوک (انگلیسی: Boncuk) یک منطقه مسکونی در ترکیه است که در استان آدیامان و در ناحیه بسنی واقع شده است.